# Pleurogyrus nigricoxa
Pleurogyrus nigricoxa är en stekelart som beskrevs av Horstmann 1995. Pleurogyrus nigricoxa ingår i släktet Pleurogyrus och familjen brokparasitsteklar. Arten är reproducerande i Sverige. Inga underarter finns listade i Catalogue of Life.